# Sörup

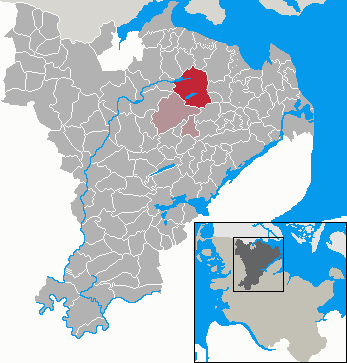

Sörup (en danois Sørup) est une commune de l'arrondissement de Schleswig-Flensburg, dans le Schleswig-Holstein, en Allemagne. 

## Histoire
Sörup a été mentionnée pour la première fois dans un document officiel en 1338 sous le nom de Sodorp.

## Jumelages
- Plate (Mecklembourg) (Allemagne)
- Ruciane Nida (Pologne)